# دهیوالا
دهیوالا (به لاتین: Dehiwala) یک منطقهٔ مسکونی در سری‌لانکا است که در ناحیه کلمبو واقع شده‌است.